# Rozbitý džbán (Vostřák)
Rozbitý džbán je čtvrtá a poslední opera (op. 25) českého skladatele Zbyňka Vostřáka. Libreto k ní napsal Karel Jernek podle stejnojmenné hry německého spisovatele Heinricha von Kleista. Tato komická opera o dvou dílech s prologem vznikla v letech 1960–1961, byla brzy nahrána v Československém rozhlase a tam měla i 13. září 1962 premiéru. Scénicky ji uvedlo poprvé Operní studio Akademie múzických umění v Praze v divadle DISK.

## Vznik, charakteristika a historie opery
Zbyněk Vostřák se kompozice své čtvrté poslední opery pustil brzy po premiéře předchozí nazvané Pražské nokturno. Již ta naznačovala odklon od dosavadního novoromantického způsobu kompozice, Vostřákův styl se mezitím dále podstatně zmodernizoval pod vlivem jeho studia Arnolda Schoenberga, Antona Weberna a Bohuslava Martinů: v jeho poslední opeře se vyskytuje polytonalita, bohatá chromatika i náznaky dodekafonie.
Režisér Národního divadla v Praze Karel Jernek Vostřáka upozornil na klasicistní veselohru Heinricha von Kleista Rozbitý džbán a sám mu pak i vypracoval libreto. Vostřák pro operu zvolil formu moderní opery buffy v mozartovském duchu. K veselohře počátku 19. století ostatně sáhl již ve své první opeře Rohovín Čtverrohý, Rozbitý džbán je však v mnohém odlišný. Na rozdíl od předchozích oper zde skladatel pracuje s komorním orchestrem – jehož zvuk však zůstává velmi barvitý –, operu tvoří dvanáct uzavřených hudebních čísel spojených mluveným textem. Většina z nich probíhá ve velmi svižném, rytmicky vynalézavém a variovaném tempu, jsou plná děje a vzruchu. Velkou roli hrají sbory, které jsou složitě členěné a často vyjadřují shon a zmatek (např. ve scéně, v níž se vesničané dožadují soudu, i při různých zmatcích v soudní síni). Vedle zpěvu a prostého mluveného slova se vyskytuje i melodram; celkově je opera pro účinkující velmi náročná.
Ještě před prvním provedením byl Rozbitý džbán nahrán v Československém rozhlase Praha pod vedením autora. Nahrávka byla odměněna 5. cenou ve skladatelské soutěži pořádané 1962 Mezinárodní hudební radou při UNESCO, a získala tak nárok na vysílání na dvaceti světových rozhlasových stanicích, které se soutěže zúčastnily. První vysílání tohoto záznamu – 13. září 1962 – je tedy i dnem premiéry díla. O rok později jej nastudovalo Operní studio AMU a v jeho divadle měla opera i scénickou premiéru (8. listopadu 1963). Ještě v téže sezóně operu uvedlo rovněž Divadlo opery a baletu Zdeňka Nejedlého Ústí nad Labem (premiéra 15. února 1964). V roce 1964 ji rovněž uvedla opera ve východoněmeckém Frankfurtu nad Odrou. Za normalizace (a ani později) již Vostřákova jevištní díla hrána nebyla.
Vostřák nebyl jediným skladatelem, kterého Kleistova hra inspirovala k opernímu zpracování. Nedlouho před svou deportací do Terezína napsal svou stejnojmennou operu Viktor Ullmann, dále například Fritz Geißler (1968/69) a Flavio Testi (1997).

## Osoby a první obsazení
| osoba              | hlasový obor | rozhlasová premiéra (13.9.1962) | scénická premiéra (8.11.1963)      |
| ------------------ | ------------ | ------------------------------- | ---------------------------------- |
| Soudní rada Walter | mluvená role | Vladimír Leraus                 | Jaroslav Marek                     |
| Rychtář Adam       | bas buffo    | Karel Berman                    | Karel Havránek / Bohuslav Maršík   |
| Písař Licht        | tenor        | Antonín Votava                  | Erik Vacek                         |
| Paní Marta Rullová | alt          | Ivana Mixová                    | Klára Schnecková / Hana Talpová    |
| Eva, její dcera    | soprán       | Věra Vlková                     | Marta Cihelníková / Eva Zmeškalová |
| Vít Tumba, sedlák  | bas          | Jaroslav Horáček                | Miloslav Král                      |
| Ruprecht, jeho syn | tenor        | Zdeněk Švehla                   | Jiří Cée                           |
| Paní Brigita       | mezzosoprán  | Marie Ovčačíková                | Jana Molhancová                    |
| Líza, děvečka      | soprán       | Helena Tattermuschová           | Marta Boháčová                     |
| Markyta, děvečka   | soprán       | Ludmila Hanzalíková             | Ludmila Pažoutová                  |
| První dráb         | tenor        | Oldřich Kovář                   | Jindřich Schmalz                   |
| Druhý dráb         | bas          | Dalibor Jedlička                | Jiří Bíba / Rudolf Pech            |
| Kostelník          | mluvená role | Jaroslav Rohan                  | Jiří Voves                         |
| Obecní pacholek    | mluvená role | Miroslav Kostka                 | …                                  |
| Dirigent:          | Dirigent:    | Zbyněk Vostřák                  | Antonín Šídlo                      |
| Režie:             | Režie:       | …                               | Clara Baďalová                     |
| Výprava:           | Výprava:     | –                               | Jarmila Koloušková                 |

## Děj opery

### Prolog
V své světnici se z postele ztěžka hrabe rychtář Adam. Včerejší noc se na něm notně podepsala, včetně boule na hlavě. Doufá, že se hlavě i tělu uleví v horké lázni v kádi s vodou, ale sotva se do ní ponoří, vtrhne mu do soukromí rozčilená veřejnost, již se písař Licht marně snaží ukáznit, a dovolává se úředního rozhodnutí v jakémsi sporu. Žalobkyní je zjevně paní Marta, která si stěžuje na zkázu vzácného džbánu, jehož střepy přinesla jako důkazní prostředek, a za pachatele označuje mladíka Ruprechta Tumbu. Z komentářů sousedů vyplývá, že úhony doznal nejen džbán, ale možná i čest Martiny dcery Evičky. Srozumitelnější podrobnosti však nikdo z rozvášněných a škorpících se vesničanů není schopen poskytnout. Konečně se Lichtovi podaří všechny vykázat a rychtář získává chvíli oddechu, aby dokončil koupel.

### 1. díl
Ne však na dlouho. Dnes je den vyhrazený pro soudní jednání. Adam by jej sice protentokrát oželel, jenže přijel z Utrechtu soudní rada Walter, aby prověřil, jak je na vsi vykonávána spravedlnost. A tak je rychtář nucen před shromážděnou obcí a pod Walterovým dohledem zahájit jednání.
Co výpovědi paní Marty chybí na jasnosti, je bohatě nahrazeno její obšírností. Přesto však vychází pozvolna najevo, že k rozbití džbánu došlo v noci v bezprostřední blízkosti Eviččiny komůrky a že pachatel má na svědomí i dívčinu pověst. Marta obviňuje mladého Ruprechta, o němž je známo, že o Evičku usiluje. Ten připouští, že se skutečně k Evičce v noci dobýval s ne zcela počestným úmyslem, nebyl však jediný. Jakýsi muž se pokoušel o totéž a Ruprecht jej notně ztloukl, avšak nepoznal. Snad to byl švec Lebrecht. Mezi přihlížejícími vznikne vřava mezi zastánci obou možných pachatelů, kterou přetrhne kostelník svým doznáním, že džbán rozbil on – ač si na mnoho více ze včerejšího večera nepamatuje. Všeobecné pohoršení je takové, že přelíčení je třeba přerušit.

### 2. díl
Mezitím se ukáže, že kostelník pravda rozbil včera džbán, ale zcela jiný, a to o hlavu hostinského při hospodské rvačce. Pře se tak ocitá na začátku, ale hlásí se jako korunní svědkyně paní Brigita. Ta viděla v noci z místa činu prchat podezřelého – čerta. Pekelník po sobě na cestě zanechal kus srsti. Adam se snaží celé řízení vést procesními triky pokud možno do ztracena, ale soudní rada Walter už ví, která uhodila: předmět doličný je totiž rychtářská paruka. Pachatelem tedy není nikdo jiný než Adam sám.
Walter tak usvědčí rychtáře a teď se i Evička odvažuje vypovědět, že v noci se její přízně domáhal Adam a že jí pro případ, že by ho prozradila, hrozil tím, že pošle Ruprechta na vojnu. Evička se smiřuje s Ruprechtem, který na ni kvůli noční příhodě žárlil, Walter zbavuje Adama úřadu a na jeho místo jmenuje Lichta, a vesničané se z napínavého líčení rozcházejí s veselou písničkou.

## Nahrávky
Vedle zmíněné, na zvukových nosičích nevydané nahrávky Československého rozhlasu existuje rovněž nahrávka německého znění:
- 1976 (ETERNA) Der zerbrochene Krug. Zpívají a hrají (Adam) Konrad Rupf, (Walter) Weber, (Licht) Hans-Peter Schwarzbach, (Marthe) Gisela Pohl, (Eve) Helga Termer. Orchestr Lipského rozhlasového orchestru diriguje Horst Neumann.[6]